# 渡辺康太
渡辺 康太（わたなべ こうた、英:WATANABE Kota、1990年9月21日 - ）は、大阪府高槻市出身のサッカー審判員（国際副審）。AVAR担当審判員。

## 来歴
小学4年生の時に地元のサッカークラブでサッカーを始める。高槻市立柳川中学校を経て、大阪府立高槻北高等学校時代にサッカー審判員の資格取得を始め、履正社医療スポーツ専門学校卒業後の2014年に1級審判員の資格を取得。2016年には第18回日本フットボールリーグで優秀レフェリー賞を受賞し、2017年からJリーグ担当審判員としてJ3リーグの副審を担当する。
2021年、弱冠30歳にして国際サッカー連盟 (FIFA) に国際審判員として登録された。また、2023年2月1日より同じく大阪府サッカー協会所属の谷本涼とともにプロフェッショナルレフェリー契約が締結された。

## 経歴
- 1級審判員登録：2014年12月[5]
- Jリーグ(J1)初副審：2019年10月6日 湘南ベルマーレ対川崎フロンターレ戦（Shonan BMW スタジアム平塚）
- Jリーグ(J2)初副審：2019年2月24日 大宮アルディージャ対ヴァンフォーレ甲府戦（NACK5スタジアム大宮）
- Jリーグ(J3)初主審：2017年3月25日 アスルクラロ沼津対藤枝MYFC戦（愛鷹広域公園多目的競技場）
- Jリーグ(J3)初副審：2017年3月12日 セレッソ大阪U-23対グルージャ盛岡戦（キンチョウスタジアム）
- Jリーグ(カップ戦)初副審：2020年8月12日 柏レイソル対大分トリニータ戦（三協フロンテア柏スタジアム）

## 決勝担当
| 開催年月日     | 大会                                       | 対戦カード         | 対戦カード         | 結果        | 会場               | 担当 |
| -------------- | ------------------------------------------ | ------------------ | ------------------ | ----------- | ------------------ | ---- |
| 2020年1月13日  | 第99回全国高等学校サッカー選手権大会       | 青森山田           | 静岡学園           | 2-3         | 埼玉スタジアム2002 | 副審 |
| 2021年2月20日  | FUJI XEROX SUPER CUP2021                   | 川崎フロンターレ   | ガンバ大阪         | 3-2         | 埼玉スタジアム2002 | 副審 |
| 2021年10月30日 | 2021 JリーグYBCルヴァンカップ              | 名古屋グランパス   | セレッソ大阪       | 2-0         | 埼玉スタジアム2002 | 副審 |
| 2022年10月16日 | 天皇杯 JFA 第102回全日本サッカー選手権大会 | ヴァンフォーレ甲府 | サンフレッチェ広島 | 1-1 (PK5-4) | 日産スタジアム     | AVAR |
| 2023年2月11日  | FUJIFILM SUPER CUP 2023                    | 横浜F・マリノス    | ヴァンフォーレ甲府 | 2-1         | 国立競技場         | 副審 |
| 2023年12月2日  | J1昇格プレーオフ                           | 東京ヴェルディ     | 清水エスパルス     | 1-1         | 国立競技場         | AVAR |
| 2023年12月9日  | 天皇杯 JFA 第103回全日本サッカー選手権大会 | 川崎フロンターレ   | 柏レイソル         | 0-0 (PK8-7) | 国立競技場         | 副審 |